# Antica Farmacia Sant'Anna
L'Antica Farmacia Sant'Anna (en français : « Ancienne Pharmacie Saint-Anne ») est une pharmacie fondée à Gênes en 1650 par les pères de l'ordre du Carmel. 
Elle est le plus ancien commerce de Gênes toujours en activité.

## Histoire
Le monastère de Sant'Anna a été fondé en 1584 par le prêtre Nicolás Doria, revenu d'Espagne avec un groupe de pères carmélitens de la réforme de Sainte Thérèse d'Avila et de saint Jean de la Croix pour établir un monastère dans la république de Gênes,.
Selon les documents officiels, la pharmacie a été fondée avant 1650. Elle est toujours en activité, étant la seule pharmacie italienne gérée par des frères,.